# Paralelo 5 N
O paralelo 5 N é um paralelo que está 5 graus a norte do plano equatorial da Terra.
Começando no Meridiano de Greenwich na direcção leste, o paralelo 5 N passa sucessivamente por:
| País, território ou mar        | Notas |
| ------------------------------ | --- |
| Oceano Atlântico               | Enseada do Benim |
| Nigéria                        | |
| Camarões                       | |
| República Centro-Africana      | |
| República Democrática do Congo | |
| República Centro-Africana      | |
| República Democrática do Congo | |
| República Centro-Africana      | |
| República Democrática do Congo | |
| Sudão do Sul                   | |
| Etiópia                        | |
| Somália                        | |
| Oceano Índico                  | Passa entre o Atol Maalhosmadulhu Sul e o Atol Horsburgh, Maldivas · Passa a norte da ilha Kaashidhoo, Maldivas |
| Indonésia                      | Ilha de Samatra |
| Estreito de Malaca             | |
| Malásia                        | |
| Mar da China Meridional        | |
| Brunei                         | Ilha de Bornéu |
| Baía de Brunei                 | |
| Malásia                        | Sabah, Bornéu |
| Mar de Celebes                 | Passa a norte das ilhas Sibutu, Filipinas · Passa entre as ilhas de Bongao e Simunul, Filipinas |
| Filipinas                      | Ilha de Bilatan no Arquipélago Sulu |
| Oceano Pacífico                | Passa entre as ilhas Sonsorol e Pulo Anna, Palau · Passa a sul dos atóis Satawan e Kosrae, Estados Federados da Micronésia · Passa entre o Atol Namdrik e Atol Ebon, Ilhas Marshall · Passa a norte do atol Teraina, Kiribati · Passa a sul da Ilha Cocos, Costa Rica |
| Colômbia                       | |
| Venezuela                      | |
| Brasil                         | Passa a sul da nascente do Rio Ailã, o território mais a norte pertence ao Brasil. |
| Guiana                         | Incluindo território reclamado pela Venezuela |
| Suriname                       | |
| França                         | Guiana Francesa |
| Oceano Atlântico               | |
| Libéria                        | |
| Costa do Marfim                | |
| Oceano Atlântico               | Golfo da Guiné |
| Gana                           | |
| Oceano Atlântico               | Enseada do Benim |